# Comignago
Comignago (Cumiagh in piemontese e in lombardo) è un comune italiano di 1 278 abitanti della provincia di Novara in Piemonte.

## Geografia fisica
Comignago è un paese della Provincia di Novara situato nei pressi del Vergante, vicino alla parte meridionale piemontese del Lago Maggiore. Il centro sorge in un'area collinare facilmente coltivabile, ricca di acque e, per questo, in passato popolata da diversi mulini. Nel corso dei secoli il territorio è stato un'importante zona di transito tra il Lago Maggiore e il Lago d’Orta.

## Origini del nome
Il toponimo Comignago deriva da “Cominia”, una famiglia romana conosciuta a Roma all'epoca dei Tarquini che – nel periodo della colonizzazione della zona gallo-ligure – si insediò a Comignago facendo costruire nel centro del paese una residenza che, in seguito, diventerà l'abbazia di Santo Spirito.

## Storia

### Le origini
Molte sepolture sono riconducibili a un periodo che va dal I secolo a.C. al IV secolo d. C. e, quindi, testimoniano anche un primo stanziamento pre-romano di tipo gallo-ligure. In seguito alla caduta dell'Impero Romano la zona passò sotto la giurisdizione dei monaci. In questi anni del Medioevo la prima pergamena che parla di Comignago è datata 1046.
Nel 1413 Comignago viene aggregato al feudo di Borgo Ticino assegnato ai Visconti. In seguito, nel 1447 il duca Filippo Maria Visconti consegna il feudo a Vitaliano Borromeo.
A Comignago ebbe per secoli residenza la nobile famiglia Zaffira, che possedeva un palazzo detto Castello su un poggio a dirimpetto della Chiesa di S. Giovanni Battista.

### Simboli
Lo stemma adottato dal comune è partito semitroncato: il primo d'argento, alla torre di rosso, cimata da una banderuola bifida di nero e fondata sulla pianura di verde; nel secondo d'azzurro, all'agnello d'argento che riposa sulla pianura di verde, con in bocca una lista d'argento recante il motto in lettere maiuscole di nero: VINCIT OMNIA HUMILITAS; il terzo di rosso, al liocorno d'argento, inalberato, accompagnato da venticinque fiammelle sparse, d'oro.
Il gonfalone è un drappo rettangolare partito di azzurro e di bianco.

## Monumenti e luoghi d'interesse

### Chiesa di San Giovanni Battista
La chiesa parrocchiale di San Giovanni Battista venne costruita nel XVII secolo sulla base di una precedente cappella di origine medievale. 

### Abbazia di Santo Spirito
Sulla base di quanto riportato nei manoscritti medievali, nel 1282 i frati dell'Ordine degli Umiliati – che abitavano l'Abbazia – fecero costruire la torre del complesso, che fungeva da campanile.
Da quando l'Ordine degli Umiliati fu soppresso nel 1571, fino alla fine del 1700 l'Abbazia appartenne: al Cardinale Scipione Borghese, ad Agostino Cusani e Carlo Francesco Durini ad Aloisio Omodei e a Lorenzo Raggi. Nel 1798 i beni e il complesso monasteriale furono venduti alla famiglia degli attuali proprietari.

## Curiosità
- L'abitato di Comignago, specie nella parte a nord, è ricco di acque che di tanto in tanto riaffiorano a livello del suolo con fontanili o piccoli torrenti. Tali condizioni hanno permesso la costruzione, in passato, di almeno quattro mulini: Molino Vaglio, Molino del Croso, il Mulinetto e il Mulinazzo. I mulini, sono ora adibiti ad abitazioni private.
- Belen Rodriguez e il marito Stefano De Martino scelsero Comignago e l'Abbazia di Santo Spirito per celebrare il loro matrimonio[8].

## Società

### Evoluzione demografica
Abitanti censiti

## Amministrazione
Di seguito è presentata una tabella relativa alle amministrazioni che si sono succedute in questo comune.
| Periodo        | Periodo        | Primo cittadino      | Partito                                 | Carica  | Note   |
| -------------- | -------------- | -------------------- | --------------------------------------- | ------- | ------ |
| 15 luglio 1988 | 5 giugno 1993  | Eugenio Corti        | lista civica                            | Sindaco | [ 10 ] |
| 7 giugno 1993  | 28 aprile 1997 | Eugenio Corti        | Partito Socialista Democratico Italiano | Sindaco | [ 10 ] |
| 28 aprile 1997 | 14 maggio 2001 | Eugenio Corti        | centro-sinistra                         | Sindaco | [ 10 ] |
| 14 maggio 2001 | 30 maggio 2006 | Luisa Cucchi         | -                                       | Sindaco | [ 10 ] |
| 30 maggio 2006 | 15 maggio 2011 | Luisa Cucchi         | centro-sinistra                         | Sindaco | [ 10 ] |
| 16 giugno 2011 | in carica      | Piero Giuseppe David | lista civica Futuro per Comignago       | Sindaco | [ 10 ] |

## Infrastrutture e trasporti
La Stazione di Comignago, posta lungo la ferrovia Santhià-Arona, fu attivata il 16 gennaio 1905 e dal 2012 risulta senza traffico per effetto della sospensione del servizio sulla linea imposta dalla Regione Piemonte.